# I-sala

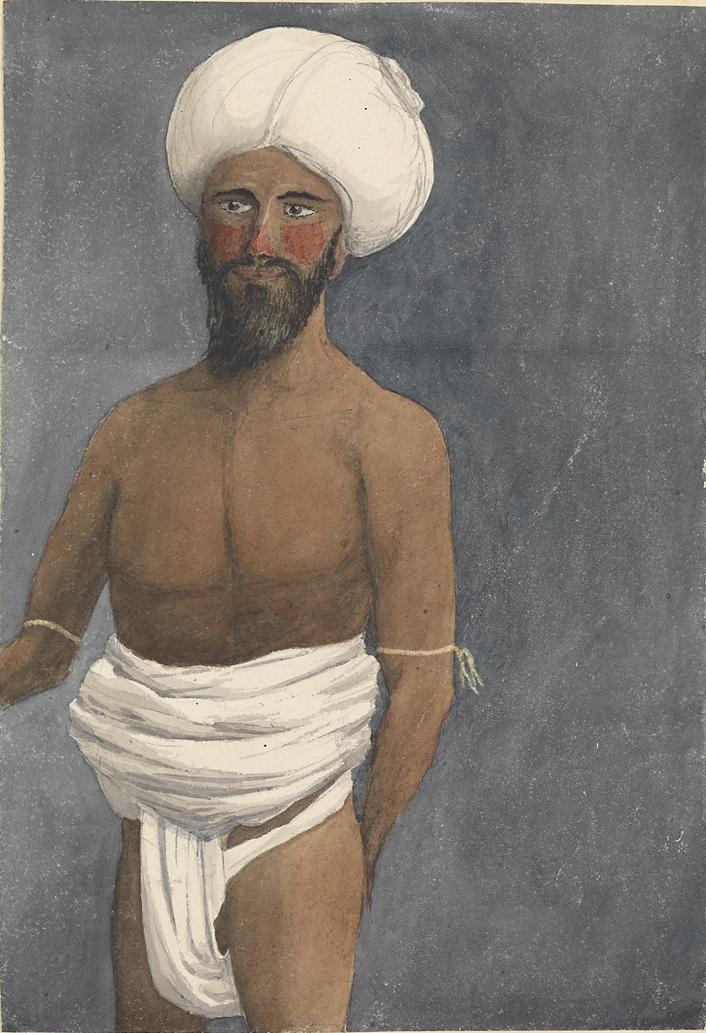
Ritratto a colori del re delle Figi, Seru Thakombau, realizzato da Edward Gennys Fanshawe

L'i-sala è un copricapo tradizionale figiano, simile nella forma a un foulard o a un turbante, ed è parte dell'abbigliamento tradizionale delle classi principali e sacerdotali delle isole Figi come segno di rango. L'i-sala è conosciuto anche come sala, i-zinu, i-uso o i-uho, vauvau o paupau e turbante masi.
I-sala significa letteralmente "involucro o busta" nella lingua figiana.

## Storia
Gli i-sala erano fatti di coperture di masi (tela di corteccia) che venivano avvolte intorno ai capelli degli uomini di alto rango in modo simile a un turbante. La maggior parte della massa e della forma dell'i-sala proveniva dai capelli folti di chi lo indossava sotto il panno.
Una variante chiamata i-sala kuvui veniva affumicata fino a raggiungere un ricco colore marrone, chiamato masi kuvui, che era riservato esclusivamente ai capi. La maggior parte delle versioni di questo foulard erano, infatti, bianche. Nella società tradizionale delle Figi, l'usanza era limitata esclusivamente ai sacerdoti e ai capi. La gente comune (kai-si) che veniva vista indossare l'i-sala poteva essere punita con la morte.
Dopo l'occidentalizzazione delle Figi, l'usanza di indossare l'i-sala e la pratica degli uomini di farsi crescere i capelli fu scoraggiata dai missionari cristiani. Nonostante ciò, l'usanza di indossare l'i-sala rimane ancora in alcune regioni delle odierne Figi. I capi di Natewa, una delle regioni produttrici di masi più tradizionali dell'isola di Vanua Levu, e anche i capi dell'isola di Lakeba sono noti per indossare ancora oggi l'i-sala per alcuni riti tribali.